# Macrobiotus andinus
Macrobiotus andinus är en djurart som tillhör fylumet trögkrypare, och som beskrevs av Walter Maucci 1988. Macrobiotus andinus ingår i släktet Macrobiotus och familjen Macrobiotidae. Inga underarter finns listade i Catalogue of Life.